# 신부 들러리

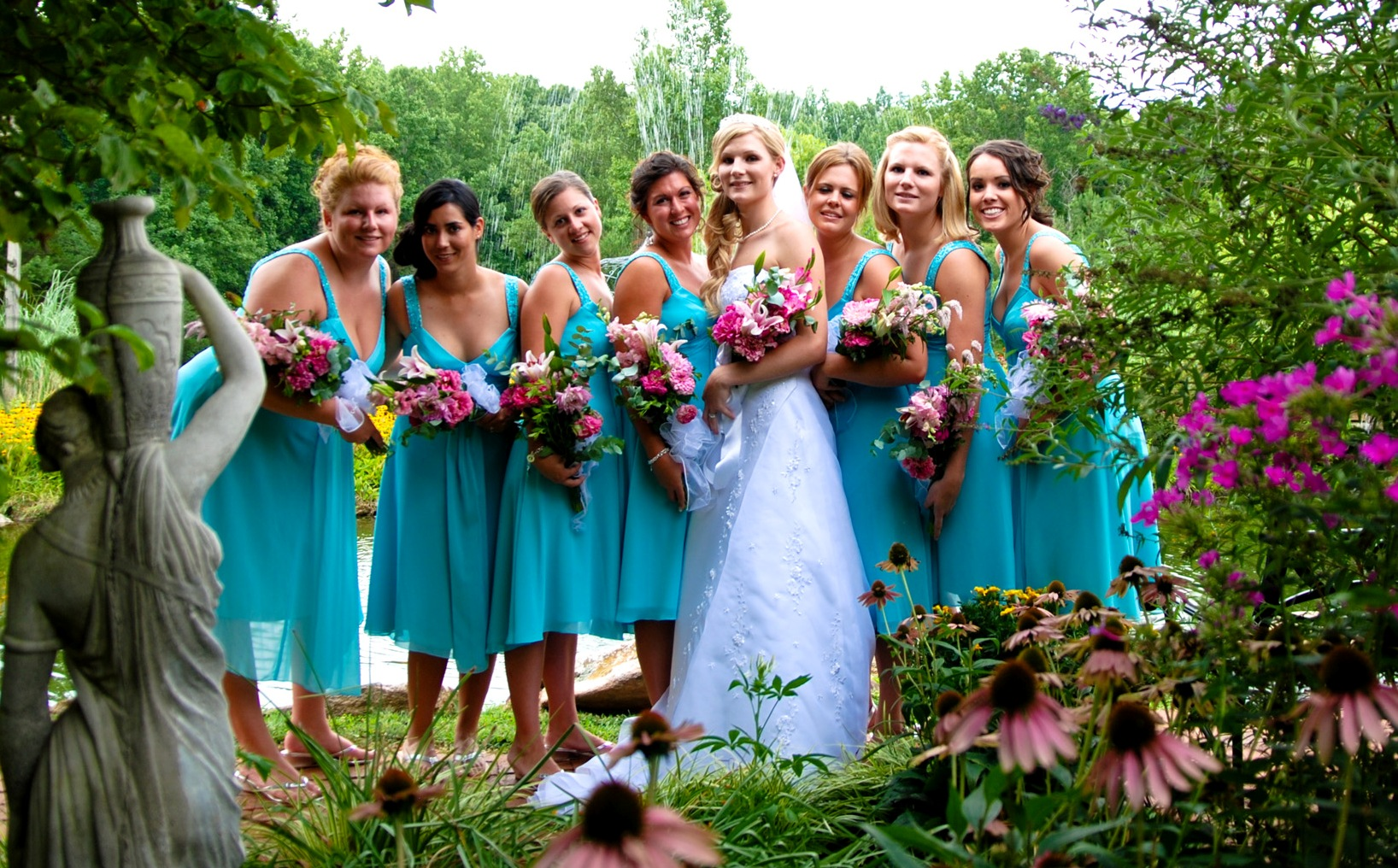
신부와 들러리들

신부 들러리(영어: bridesmaid)는 결혼식에서 신부 쪽 멤버들을 지칭한다. 보통 동성 친구나 자매인 경우가 많다. 들러리는 미혼인 여성이나 적령기의 나의 여성을 고르며, 수는 신부가 고른다. 들러리의 임무는 결혼식에 참석하여 신부를 보조하며 도와주는 역할을 한다.

## 같이 보기
- 결혼식